# Alchornea castaneifolia
Alchornea castaneifolia (Bonpl. ex Willd.) A.Juss., es una especie de planta medicinal perteneciente a la familia Euphorbiaceae.

## Descripción
Es un árbol o arbusto que alcanza un tamaño de 8-10 m de altura, con corteza de color marrón claro y flores violetas. Crece ampliamente en las elevaciones más bajas y las llanuras de inundación del sistema del río Amazonas en el Perú, y es originaria de las zonas tropicales húmedas, en Argentina, Bolivia, Brasil, Colombia, Paraguay y Venezuela. Solo se puede cosechar solo en época de sequía del Amazonas, ya que está bajo el agua durante la temporada de lluvias.

## Distribución geográfica
Es nativa de las selvas tropicales del Amazonas en Brasil.

## Propiedades
Por siglos los pueblos indígenas del Amazonas han usado su corteza y hojas para muchos propósitos, preparados de diferentes formas. La especie Alchornea castaneifolia se usa para las pruebas chamánicas y algunas veces forma parte de los ingredientes del ayahuasca (un alucinógeno usado en Sudamérica por los chamánes). La tintura de la corteza y hojas se usa como remedio local contra el reumatismo, artritis, catarros y dolores musculares. Iporuro (Alchornea castaneifolia) es bien conocido por los pueblos indígenas de Perú. Las tribus indias Candochi-Shapra y Shipibo usan su corteza y raíces para tratar el reumatismo. Para prevenir la diarrea la tribu de los Ticuna toman la corteza en decocción de Alchornea castaneifolia después de las comidas. 
Química
Pocos estudios se han realizado para catalogar completamente los fitoquímicos en iporuru. La selección inicial ha revelado que contienen esteroides, saponinas , alcaloides y fenoles naturales ( flavonoles , flavonas, taninos y xanthonoides ).
Las propiedades antiinflamatorias de iporuru se atribuyen a un grupo de alcaloides, incluyendo uno llamado alchorneina, que se encuentran en la corteza de iporuru, así como varias otras especies de Alchornea.

## Taxonomía
Agathis dammara fue descrita por (Bonpl. ex Willd.) A.Juss. y publicado en De Euphorbiacearum Generibus Medicisque earumdem viribus tentamen, tabulis aeneis 18 illustratum 42. 1824.
Sinonimia
- Alchornea castaneifolia var. genuina Müll.Arg.
- Alchornea castaneifolia var. puberula Müll.Arg.
- Alchornea castaneifolia var. salicifolia (Baill.) Baill.
- Alchornea passargei Pax & K.Hoffm.
- Hermesia castaneifolia Humb. & Bonpl. ex Willd.
- Hermesia salicifolia Baill.[4]

## Nombre común
- Iporuru, Iporoni, Iporuro, Ipururo, Ipurosa, Macochihua, Niando, Pájaro